# Teglatfalassar I

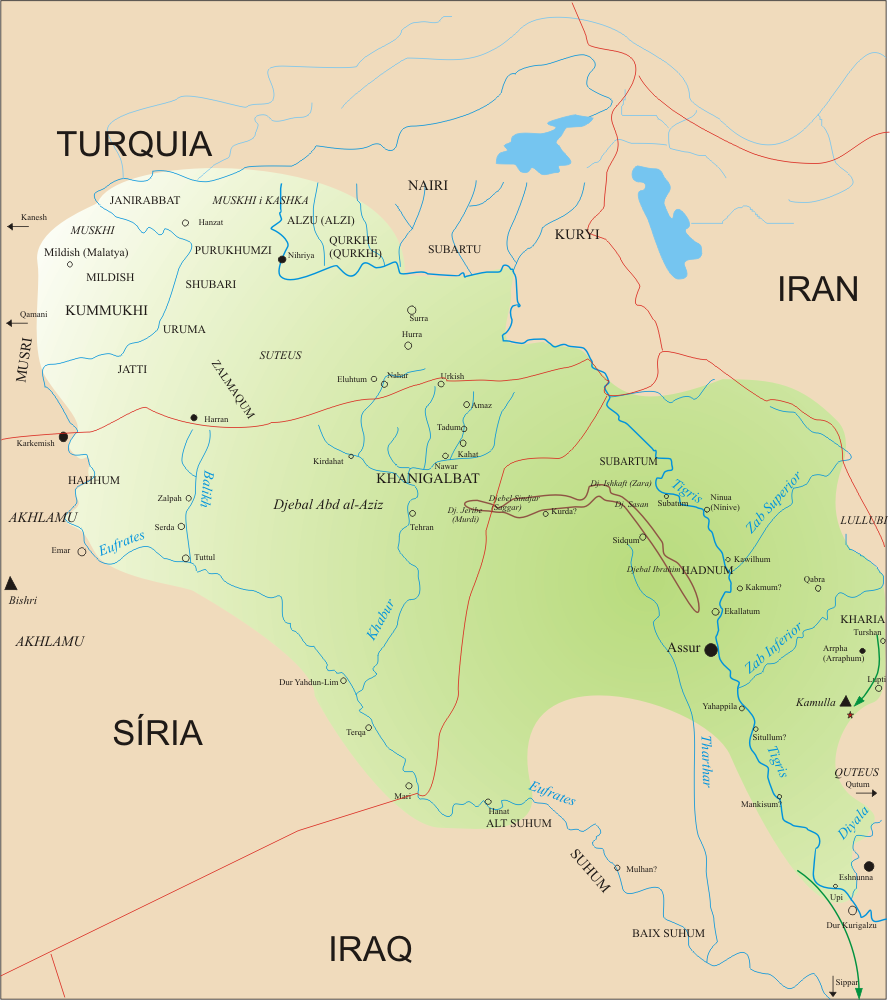
Assíria en temps de Teglatfalassar I

Teglatfalassar I (Tiglath-Pileser, Tiglat-Pilesser, forma hebrea derivada de l'accadià: Tukultī-apil-Ešarra = ܬܲܟܲܠܬܝܼ ܐܵܦܸܠ ܥܝܼܫܵܪܵܐ = La meva fe està en el fill d'Isharra) (en accadi, 𒆪𒋾𒀀𒂍𒈗𒊏) fou rei d'Assíria vers 1115 a 1076 aC. Fou fill i successor d'Ashurreshishi I i un dels més grans reis assiris. La principal font del seu regnat són els prismes de 8 cares trobats a l'excavació d'Assur o Qalat Shergat (dos dels quals en perfecte estat i altres dos en fragments)

## Campanyes militars
- Primera campanya (primer any de regnat): al país d'Alzi o Alze (Alzu, Altxe) i al país de Purukkuzu (Purukhumzi) o Puruluniz (Subartu o Shubartu) contra els muskhi (després coneguts com frigis) que ocupaven aquestos territoris en aliança amb els kashka (possibles ancestres dels circassians). Tot seguit es va dirigir al país de Mildish (Malatya), també contra els muskhi.

Després de dominar Alzu i Purukkuzu els muskhis encara ocupaven el país de Kummukhi o Kummuy (Commagena); els assiris van creuar el territori salvatge del mont Masius, cap al Tigris superior, arribant a Kummukhi a través de Shubartu i Chatti (Jatti), i van xocar amb una força de 20.000 muskhis (frigis) manats per cinc prínceps del país de Kummukhi, que fou derrotada totalment; els assiris van matar a uns 14.000 muskhis i es van estendre per tot el país de Kummukhi on el rei Kili-Teshub, fill i successor de Kali-Teshub conegut com Sarupi o Irrupi fou fet presoner i segurament va ser executat. Els habitants del país van creuar el Tigris i van fugir a l'oest cap a Shiresh, que van fortificar i on van rebre l'ajut de la gent del país de Qurkhe (les terres al nord del Tigris a l'est de Diyarbekir), però foren perseguits fin allí i derrotats; els fugitius van tronar a creuar el Tigris i els assiris van assolar la ciutat d'Urrakhinash, els habitants de la qual ja havien fugit a les muntanyes amb les seves possessions i ramats, i les estàtues dels seus deus; el rei va demanar clemència al sobirà assiri que, a diferència del que era habitual, li va fer gràcia de la seva vida, i el va tenir amb la seva família com a ostatge; el país va entregar un tribut en objectes de bronze i plata, i 120 esclaus amb ramats. Un altre interpretació es que aquestos atacs no van ser contra els kummuy (Kummukhi) sinó contra els kuryi (antecessors dels gordians), el rei dels quals Kalinturu (fill o successor de Kalinturu I Irrupi), que va ser derrotat i probablement mort; en un segon atac assiri, aquestos van aconseguir una nova victòria sobre els gordians a Urrayinash (prop del mont Panari). El nou rei gordià, Shadi'antinu, es va sotmetre a Assíria. Al final de la campanya els assiris, potser de tornada, van passar per Shubartu, que devia ser una regió diferent de Shubari i Shubria, va trobar a quatre mil kashka o kashkai que els texts assiris descriuen com "soldats de la terra d'Hatti" i els anomena kashkai i uruma (o Uruma) en un text i en una altra abeshlaya i uruma; sembla que eren bandes que volien establir-se a la zona (els hitites els havien començat a establir sota Mursil II a la segona meitat del segle XIV aC) però els seus antics sobirans hitites no estaven ara en condicions d'ajudar-los i es van sotmetre, entregant un important botí derivat de saquejos i del seu armament (amb 120 carros i carretes).
- Segona campanya (segon any de regnat): Va envair la terra de Shubari que ja havia estat dominada per Adadnirari I i s'havia rebel·lat més tard. El rei va avançar per Alzu i Purukhumzi, les quals ja havien estat esmentades a la campanya anterior, on va exigir el tribut que feia anys que no es pagava. Les ciutats de Shubari es van rendir sense combat només arribar les forces reials i totes les terres al nord del mont Masius van quedar així com a subjectes de tribut. De tornada va devastar altre cop el país de Kummukhi. La crònica diu que la terra de Kummukhi (Kammukh al text) havia estat subjugada i afegida al territori assiri; la devastació aquesta segona vegada sembla que era deguda a algun intent de revolta doncs es diu "el rei va aplanar als desobedients, i va superar l'oposició trobada al seu pas pel país"

Tercera, quarta i cinquena campanya (el tercer any de regnat): la primera fou contra Kharia (probablement a les muntanyes de Bohtan l'est d'Arrapkha o Kirkuk) i Qurkhi (Qurchi) i les muntanyes on neix l'Eufrates (aleshores a Urartu); des d'aquesta zona els assiris van passar a l'oest del llac Van. En la segona campanya de l'any les forces assíries eren al sud; el rei va creuar el Zab Inferior cap al sud-est d'aquest riu, estenent-se per una difícil regió muntanyes. La tercera campanya de l'any va portar al rei altre cop al nord, contra Sugi al país de Qurkhi, i no menys de 25 estàtues de déus foren portades a Assíria per quedar subjectes als déus locals, Anu, Adad i Ishtar.
- Sisena campanya (quart any de regnat) contra el país de Nairi, que situa a les fonts del Tigris i de l'Eufrates, al nord, oest i sud del llac Van, on segons es diu hi havia almenys 23 sobirans locals que es van unir contra els assiris. Aquestos van pujar muntanyes per arribar al seu país i finalment els van derrotar; els reis foren fet presoners vius però després de fer jurament de fidelitat als déus d'Assíria foren alliberats; es van capturar carros i tropes de cavalleria, i un gran botí de cadascun dels regnes; es va pactar un tribut anual de 1200 cavalls i dos mil vaques; molts habitants foren expulsats del territori. Només un dels 23 reis, de nom Sini, rei de Daiyaeni, va refusar la rendició i va resistir fins al final; fou derrotat i capturat i portat carregat de cadenes a Assur, on finalment es va sotmetre podent tornar viu al seu país. El rei reclama que la totalitat de les terres de Nairi foren subjugades però la submissió no degué ser prou forta perquè més endavant els assiris van haver de tornar al Nairi. En la mateix campanya es va recaptar el tribut a Mildish i a la regió de Janirabbat.
- Setena campanya (cinquè any) contra els akhlamu o arameus que vivien al desert de Síria a l'oest de l'Eufrates i al sud de Karkemish, els quals havien fet ràtzies a Mesopotàmia. Els akhlamu foren expulsats; el rei assiri va travessar el riu i va devastar la regió fins al país de Jatti, a la zona de Karkemish, i va atacar sis ciutats aramees, a les faldilles de la muntanya Bishri.
- Vuitena campanya (sisè any): contra la terra de Musri que s'estenia darrere l'Eufrates, entre Mildish (Malatya) i cap al sud fins a les planes de Síria; la regió ja havia estat atacada en temps de Salmanassar I. El rei de Musri tenia el suport del rei de la terra de Qamani. Primer van derrotar els musris i després als qamanis, però aquestos es van reagrupar o reforçar i van presentar novament batalla a la muntanya Tala on altre cop foren derrotats i van haver de fugir perseguits pels vencedors que van arribar fins a la muntanya Kharusa, al límit amb el país de Musri on els qamanis van patir una nova derrota; els assiris van entrar a Qamani i van conquerir la ciutat fortificada de Jarusa assetjant seguidament la capital, Kibshuna; els dos territoris foren forçats a un tribut anual després de patir el devastador sistema de guerra assiri. Com diuen els annals "els caps dels habitants de Musri foren tallats com bens". Qamani era Comana, a Cataònia, a la riba de l'Halis, i allí va deixar un record de les seves victòries en plaques de coure un una fortalesa que va construir per assegurar les seves conquestes a Cilícia.

Després de sis anys de campanya els annals fan un resum i diuen: "He conquerit en cinc anys en total 42 centúries i els seus reis de darrere del Zab Inferior i la frontera de les llunyanes muntanyes darrere de l'Eufrates (des de la terra dels hitites a la mar Superior on surt el sol. Els he convertit en una sola ment; els he pres ostatges i els imposat tributs i taxes". Els annals acaben així i ja no tornen a esmentar-se altres campanyes, però no hi ha dubte que les va fer.
Per la "Història Sincrònica" (un text babiloni del segle viii aC que detalla les relacions d'Assíria i Babilònia) se sap que per dues vegades Teglatfalassar I va envair el territori de Marduknadinakhkhe (1098-1080 aC). En la primera expedició els assíris van entrar creuant el riu Zab Inferior que era frontera entre ambdós estats i van ocupar Turshan (prop d'Arrapkha) i després Arman al país de Sallu; la plana de Sallu fou ocupada i els assiris van arribar fins a Lupti, van travessar el riu Radana (modern Tauq Chai) i van arribar a la regió de la muntanya Kamulla (modern Jebel Hamrin) on van derrotar els babilonis. En la segonaels assiris van penetrar més profundament, ocupant Dur Kurigalzu, Sippar, Shamash, Annuritum, Babilònia i Opi. El rei baniloni Marduknadinakhkhe (vers 1098-1080 aC) hauria mort en la lluita, potser durant la conquesta de la seva capital i el seu fill Mardukshapikzerimati es va proclamar rei però va haver de fugir; Teglatfalassar I, amb el control de Babilònia, va agafar a aquesta ciutat el títol de Rei de les Qautre Parts del Món; els soldats assiris van saquejar una part de la baixa Mesopotàmia però després el rei i les seves forces es van retirar sense deixar tropes d'ocupació i Mardukshapikzerimati va poder finalment entrar a la capital i recuperar el poder.

## Altres aspectes del regnat
El rei Teglatfalassar fou també un notable constructor. Va fer construccions importants a Assur, que va esdevenir una gran ciutat, i també a altres llocs com a Kalah. Els temples d'Ishtar, Adad i Bel a la capital foren restaurats; el palau, mig en ruïnes durant els anys que la cort no hi havia residit, fou arranjat i embellit. A Assur fou portat tot el botí de les campanyes militars: ramats de tota mena i cavalls foren posats al servei de l'agricultura del país. Va fer plantar arbres i el seu govern fou tan excel·lent en la pau com en la guerra. Personalment fou un esportista i un casador d'ocells i animals incloent lleons. En una inscripció posterior d'Assurnasirpal I (1050-1031 aC) diu que havia sortit a la mar Mediterrània amb vaixells d'Arvad i quan nadava a la mar va matar un "nahiru" (potser un dofí)

## Mort i successió
Hauria mort de manera natural vers el 1075 aC i el va succeir el seu fill gran Asharidapal-Ekur.